# Wagnis (Pädagogik)
Das Wagnis kann nach Auffassung von Vertretern der Allgemeinen Pädagogik eine menschenbildende Funktion erfüllen. Die Erziehung zum angemessenen Wagnis gehört daher zu ihren grundlegenden Aufgabenfeldern. Das Wagen muss dabei von einer ethischen Gesinnung getragen und auf eine Wertschöpfung ausgerichtet sein. Da diese Forderung sich jedoch in der Realität nicht als selbstverständlich erweist, Risikobereitschaft sich im Gegenteil sehr häufig auch in sinnlosen oder sogar destruktiven Handlungen äußert, fordert und forciert die Pädagogik eine wertorientierende Hinführung zum Wagnis, die das Eingehen von Risiken auf eine sittlich-moralische Grundlage stellt und damit eine Bildungsrelevanz sichert.
Die erzieherische Einflussnahme strebt das gekonnte Wagnis, die verantwortungsbewusste Wagniskompetenz an. Das praktische Heranführen an gefährliche, aber werthaltige Aufgaben wird in der Pädagogik als Wagniserziehung bezeichnet. Die Zielsetzungen und Methoden unterscheiden sich dabei entsprechend den sehr verschiedenartigen Anwendungsbereichen.

## Das Wagnis in der Schulpädagogik
Die Schulpädagogik als Teildisziplin der Allgemeinen Pädagogik befasst sich damit, über die Vermittlung von Fachwissen hinaus förderungswürdigen Eigenschaften wie Mut zum Außergewöhnlichen, Zivilcourage, Selbstüberwindung, Aggressionsbeherrschung, Frustrationstoleranz gegen Rückschläge ein Erziehungsfeld zu sichern. Das Zunehmen hoch riskanter Grenzüberschreitungen wie Komasaufen, Atemstrangulieren, Sachbeschädigungen, Ladendiebstähle, Autorennen, Drogenkonsum oder minderwertige Risikosportaktivitäten machen die Dringlichkeit der Aufgabe augenfällig.
Das Interesse der Schulpädagogik gilt den schulpflichtigen Kindern aller Altersstufen. Der interdisziplinäre Aufgabenkatalog nimmt dazu sämtliche Fächer in die Pflicht: Mutproben im Sport, der Umgang mit gefährlichen Substanzen in der Chemie, das Durchdenken von Literaturbeispielen im Deutschunterricht, das Aufarbeiten aktueller Wagnissituationen des Schulalltags in der Gemeinschaftskunde. Die Pädagogik als Wissenschaft betätigt sich dabei in der Regel als Vordenkerin gegenüber der Politik und ihren Umsetzungen in den Lehrplänen. Sie fordert von der Politik statt des Beklagens mangelnder Zivilcourage im gesellschaftlichen Zusammenleben und statt des Bedauerns destruktiver Risikohandlungen von Kindern und Jugendlichen ein konsequentes konkretes Handeln in Form einer verpflichtenden Verankerung der Wert- und Wagniserziehung in den Lehrplänen. Der unbestrittene, im Schulalltag umzusetzende Bildungsauftrag lautet, Schwierigkeiten und Gefahren nicht zu meiden, sondern als Möglichkeiten zu erkennen und zu nutzen und dazu spezielle Fähigkeiten (Wagniskompetenzen) zu entwickeln.
Trotz der allgemeinen Anerkennung ihrer Bedeutung für die Charakterbildung jedes Kindes fristet die Erziehung zum verantwortungsbewussten Wagen im allgemeinbildenden Schulsystem aus verschiedenen Gründen oft noch ein Dornröschendasein, ist die praktische Umsetzung bislang noch vielerorts auf die Initiative und den Mut einzelner Lehrkräfte angewiesen.

## Das Wagnis in der Verhaltenstherapie
Für straffällig gewordene Jugendliche werden heute in verschiedenen Regionen Rehabilitationsprogramme angeboten, die den zu Gewalttaten neigenden dynamischen jungen Menschen eine Resozialisierung und Reintegration in das Gesellschaftsleben bahnen sollen. Die pädagogischen Konzepte zielen darauf ab, das unterentwickelte Selbstwertgefühl der psychisch labilen Jugendlichen zu stabilisieren. Hierzu werden ihnen spannungsreiche, mit sinnvollen Abenteuern verbundene und echten Mut fordernde Aufgaben gestellt. Durch das Beherrschen von wertvollen Risikosituationen wird ihnen Gelegenheit geboten, überschüssiges Aggressionspotenzial sinngerichtet zu kanalisieren, das eigene Können in anspruchsvollem Handeln zu erfahren und Frustrationstoleranz gegenüber gescheiterten Versuchen aufzubauen. Es geht darum, die jugendlichen Straftäter nicht einfach wegzusperren, sondern ihnen Möglichkeiten zu schaffen, aktiv an der Erarbeitung von Lebenssinn mitzuwirken.
So versucht beispielsweise die Einrichtung Schloss Stutensee (bei Karlsruhe) über den Umgang mit Pferden, das Voltigieren und therapeutische Reiten unter Anleitung speziell ausgebildeter Fachkräfte einerseits die Überwindung von Ängsten und Aggressionen, andererseits Helfersinn und Gemeinschaftsbewusstsein zu entwickeln. Auch das Fernsehen nimmt sich – etwa unter dem Serientitel ‚Die strengsten Eltern der Welt’ – des Themas an, indem es zeigt, wie verhaltensgestörte Jugendliche, eine Zeit lang einfachsten Lebensbedingungen ausgesetzt, sich selbst und anderen beweisen sollen, dass sie es schaffen, ihr Leben in einer kleinen Gruppe ähnlich strukturierter Jugendlicher unter schwierigen Bedingungen selbst in den Griff zu bekommen.

## Das Wagnis in den Outward-Bound-Schulen
Der Gesellschaftskritiker Kurt Hahn sah die Gesellschaft seiner Zeit zunehmend degenerieren. So kämpfte er gegen sichtbar werdende Verfallserscheinungen wie die abnehmende körperliche Leistungsfähigkeit, den Mangel an Sorgsamkeit, an mitmenschlicher Anteilnahme, an Initiative und Spontaneität, an Wagnisbereitschaft. Er entwickelte dazu ein pädagogisches Konzept, bei dem er das physische und psychische Training in den Mittelpunkt stellte. Natursportarten wie Segeln, mehrtägige Expeditionen und Bergtouren mit hohem Wagnischarakter sollten die Jugendlichen bis an ihre Grenzen fordern. Die gemeinsame Bewältigung außergewöhnlicher, spannender, auch gefährlicher Ernstsituationen und die unmittelbare Wirkung des Erlebnisses sollte dazu die notwendige Motivation liefern und ganzheitlich betroffen machen. In seinen neu gegründeten Bildungsstätten, die er Outward-Bound-Schulen nannte, geht es wesentlich um die Vermittlung von Grenzerfahrungen, von entsprechender Verantwortungsbereitschaft und deren Herausforderung durch die Natur und die Gemeinschaft. Der aus der Seefahrt entlehnte historische Fachausdruck ‚Outward Bound’ (= mit dem Segelschiff zu wagnisreicher Ausfahrt aufbrechen) wurde dabei zur Namensgebung der Bewegung gewählt.
Die 1920 gegründete Schule Schloss Salem (Baden-Württemberg) führt mit ihren Dependancen heute etwa 640 Schüler beiderlei Geschlechts bis zum Abitur. Auch internationale Hahnsche Gründungen wie Gordonstoun (Schottland) oder Aberdovey errangen zeitweilig den Ruf von Eliteschulen. Sie hatten in neuerer Zeit aber auch mit einem Disziplinverfall und dem entsprechenden Negativimage einer Verwahranstalt verwahrloster Jugendlicher aus begüterten Häusern zu kämpfen.

## Das Wagnis in Jugendbewegung und Reformpädagogik
Mutiges Wagen war auch ein erklärtes Ziel und Wesensmerkmal der Jugendbewegung um die Wende zum 20. Jahrhundert. Es zieht sich wie ein Leitmotiv durch die feurigen Reden und Streitschriften. Was als Aufbruchsbegehren gegen den Muff von tausend Jahren unter den Talaren durch eine Handvoll Gymnasiasten und Studenten in Gang kam, wuchs sich in rasender Geschwindigkeit zu einer mitreißenden Massenbewegung der jungen Generation aus. Die Jugendlichen formulierten ein Selbsterziehungskonzept unter den Idealen Selbständigkeit, Naturnähe, Gemeinschaftsgeist, Heimatverbundenheit, Wagnisbereitschaft, Kreativität, Spontaneität und gestalteten damit eine wertgerichtete eigenständige Jugendkultur. Die schwärmerischen Fahrtenlieder der Zeit zeugen von einer überschwänglichen Begeisterung, Neues zu wagen, sich zielbewusst und uneingeschränkt den neuen Wertvorstellungen zu verschreiben und diese mutig gegen die etablierte ältere Generation durchzusetzen.
Diese von starken Emotionen getragene, idealistisch-patriotisch bestimmte Wagnisbereitschaft wurde in den beiden Weltkriegen politisch missbraucht. Sie forderte einen hohen Blutzoll und wurde aufgrund ihrer naiven Gutgläubigkeit der Bewegung zum Verhängnis.
Andererseits gab sie parallel laufenden pädagogischen Reformbestrebungen in der Bildungslandschaft entscheidende Impulse und die notwendige Durchsetzungskraft: Führende Persönlichkeiten wie Herman Nohl, Eduard Spranger oder Wilhelm Flitner, in Ämter und Einfluss gelangt, konnten maßgeblich die tiefgreifenden, bis heute wirksamen Veränderungen des gesamten Bildungswesens mitbestimmen. Die Erziehungswissenschaft wurde zu einem universitären Lehrfach, das die Maximen der Jugendbewegung in die Lehrerschaft und in die Schulen trug. Die Erneuerer wagten den Bruch mit den bis dahin gültigen Normen und Werten, wagten die Freiheit des Lehrens und Lernens. Die überlebte, autoritär strukturierte Didaktik und Methodik der alten Lernschule musste neuen, kreativen, selbstbestimmten Lernformen weichen. Die Nähe zu den Bedürfnissen der jungen Menschen nach Spannung und selbstgestaltetem Abenteuer wird heute als wesentliche Komponente des Erfolgs der pädagogischen Erneuerungsbewegung gesehen. Nach einem Rückfall in alte Strukturen zwischen 1933 und 1945 wurde für den Neuaufbau eines zukunftsweisenden demokratischen Bildungssystems erneut erfolgreich an die Ideen der Jugendbewegung und Reformpädagogik angeknüpft. In jüngerer Zeit werden jedoch wiederum rückschrittliche Verschulungs- und bürokratische Gängelungstendenzen im Bildungswesen sichtbar, gegen die Schüler, Studenten und Lehrende vehement aufbegehren.

## Das Wagnis in der Erlebnispädagogik
Erlebnispädagogik ist ohne das Wagnis nicht denkbar. Wagnis ist ein essentieller Bestandteil der gesamten breiten Angebotspalette, die sowohl schulische wie außerschulische, therapeutische wie konsumtiv kommerzielle Aktivitäten umfasst. Die Erlebnispädagogik nutzt das Wagnis als Medium für eine spannungsgeladene, mit Abenteuern verbundene Persönlichkeitsentwicklung. Sie gewinnt ihre Attraktivität daraus, dass dies dem Lebensgefühl und den Bedürfnissen besonders der jungen Menschen stark entgegenkommt. So finden sich neben Abenteuer- und Robinsonspielplätzen, Waldkindergärten und Ferienfreizeiten für die Kleinsten bereits auch Halfpipes, Skating-Trassen und Bikerparcours für Jugendliche in vielen Gemeinden. Kommerzielle Anbieter locken mit Kletterwänden in Hallen oder Hochseilgärten im Freien, die mit Kletter- und Balancierpassagen, Flussüberquerungen und Abseilen Wagnisbereitschaft herausfordern. Der Deutsche Alpenverein (DAV) leitet seine Mitglieder, vor allem in den Kinder- und Familienabteilungen, mit Kursen und Hochgebirgstouren zu einem umsichtigen Umgang mit den Gefahren und dem erlebnisintensiven Wagnis in der Bergwelt an.
Je nachdem, ob eine bewusste, beabsichtigte, gezielte, reflektierte, systematische Einflussnahme erfolgt oder es sich lediglich um eine selbsttätige, unreflektierte, unkontrollierte Wirkung durch das bloße Tun handelt, spricht die Pädagogik von instrumenteller oder funktioneller Erziehung durch das Wagnis. Auch in der funktionellen Erziehung durch das Wagnis findet eine Charakterprägung statt. Insofern können auch unbetreute, selbst gestaltete Freizeitaktivitäten und kommerzielle Angebote von pädagogischem Nutzen sein. Sie bieten aber eine geringere Gewähr für eine Wertausrichtung. Die Pädagogik gibt daher dem instrumentellen Vorgehen den Vorzug, das die besseren Erfolgsaussichten für eine Wertorientierung und damit höhere Bildungsqualität verspricht.

## Das Wagnis in der militärischen und polizeilichen Ausbildung
Nach dem Soldatengesetz § 9 schwören (die Berufssoldaten) bzw. geloben (die Wehrpflichtigen) der Bundeswehr in einem feierlichen Akt, ...das Recht und die Freiheit des deutschen Volkes tapfer zu verteidigen. Dies bedeutet im Ernstfall die Bereitschaft, sich auf Gefahren für Leib und Leben einzulassen. Das stellt vor allem den Berufssoldaten vor eine wagemutige Entscheidung, der offensichtlich viele in der realen Situation nicht gewachsen sind, wie die zahlreichen Traumatisierungen nach Kriegseinsätzen beweisen. Diese decken andererseits aber auch Mängel in der Ausbildungspraxis auf, um deren Aufarbeitung sich die Pädagogik der Bundeswehr bemüht. Es geht dabei vorrangig um eine entsprechende pädagogische Schulung der Ausbilder.
Schon die Rekruten in der Grundausbildung werden mit Mutproben konfrontiert wie: sich in einem Erdloch von einem Panzer überrollen zu lassen, eine scharfe Handgranate zu werfen, an einer Gewöhnungssprengung teilzunehmen oder von der Artillerie überschossen zu werden. Dies kann die brutale blutige Kriegsrealität aber nur unzureichend abbilden und vorwegnehmen. Um die Psyche der jungen Soldaten zu schonen, werden krasse Szenarien meist ausgespart. Auch die Fallschirmsprungausbildung stellte für Wehrpflichtige immer schon eine Möglichkeit der Wagnisausbildung dar.
Ungleich härter sind der Wagniseinsatz und die Wagniskompetenzbildung in den freiwilligen Sonderkommandos: Die Ausbildung zum Kampfschwimmer der Marine (seit 1958 in Wilhelmshaven danach in Eckernförde) oder die der Fernspäher führt an die physischen und psychischen Grenzen der Belastbarkeit. Sie ist mit Überlebenslehrgängen verbunden und dient gleichzeitig als strenges Auswahlverfahren für die geeigneten Bewerber. Wegen der Gefährlichkeit der Anforderungen ist hier eine besondere Verantwortung der Ausbilder und ein hohes pädagogisches Geschick gefragt. Es geht darum, den Einzelnen das persönlich zuträgliche Maß an Wagniskompetenz finden zu lassen und die eigenen Grenzen akzeptieren zu lehren.
Gleiches gilt etwa für die Soldaten des Kommando Spezialkräfte (KSK) des Heeres (Calw), die seit 1996 als militärische Eliteeinheit zur Terrorismusbekämpfung, zur Beendigung von Geiselnahmen oder für gefährliche Such- und Rettungseinsätze qualifiziert werden und u. a. in Afghanistan eingesetzt sind. Durch das KSK werden auch Expeditionen in schwieriger Umgebung durchgeführt, um die Soldaten an extreme Bedingungen heranzuführen.
Im Polizeibereich wurden ähnliche Einheiten vorrangig für Inlandaufgaben aufgestellt, wie etwa das seit 1974 bei Geiselnahmen und Amokläufen operierende Präzisionsschützenkommando  (PSK) oder die mit der Befreiungsaktion in Mogadischu betraute, seit 1972 bestehende GSG 9 der Bundespolizei.
Bei allen diesen Spezialeinheiten sind Hasardeure und Draufgänger unerwünscht. Es wird vielmehr in strengen Auswahlverfahren und personenbezogener pädagogischer Betreuung der hoch motivierte, leistungsfähige, psychisch stabile und verantwortungsbewusste Wagnisspezialist gesucht und ausgebildet.
Ein weiteres, noch häufig vernachlässigtes pädagogisches Aufgabenfeld stellt die sich mit den hohen Anforderungen und dem geheimnisumwitterten Nimbus der ‚Supermänner’ oft herausbildende Elite-Arroganz dar. Ihre Aufarbeitung ist neben der Persönlichkeitsbildung auch für die Akzeptanz und Kooperationsfähigkeit der Einheiten mit anderen Verbänden von erheblicher Bedeutung. Die Universitäten der Bundeswehr, die Offizierschule des Heeres wie die Polizeiakademien versuchen, einen hohen Standard der Wagnisfähigkeit als integralen Bestandteil der militärischen wie polizeilichen Qualifikation ihrer angehenden Führungskräfte sicherzustellen. Der angemessene Umgang mit dem beruflichen Wagnis wird bis in die untersten Ausbildungsebenen als unverzichtbar für die Tauglichkeit des Verantwortung tragenden Personals gesehen und entsprechend vermittelt.